# 필리핀의 민족
필리핀 제도는 수많은 이민족과 다른 언어를 가진 집단이 거주하고 있다. 인구의 다수는 기원이 말레이폴리네시아어파로 알려진 오스트로네시아어족의 민족언어학적 국가들로 구성되어 있다. 이들 중 많은 집단이 기독교로 개종하였고, 특히 저지대 해안에 살고 있던 집단이 문화에서 많은 외국적인 요소를 수용했다. 민족언어학적 국가들은 세부아노족, 일로카노족, 팡가시난족, 카팜팡간족, 타갈로그족, 비콜라노족, 와라이족, 수리가오논족, 잠보안구에뇽, 일롱고족이라고 불리는 힐리가이논족을 포함하고 있다.
서부 민다나오와 술루 제도에서는, 이슬람을 신봉하는 토착민 집단이 있다. 스페인 사람들은 이들을 무어인(종교만 빼고는 전혀 유사점이나 연관 관계가 없음에도 불구하고)을 따서 모로족이라고 불렀다. 아구산 마쉬 야생 보호구역과 민다나오 고원지대에는 루마드족이라고 불리는 토착민 집단이 있다. 이들은 모로족과는 달리 이슬람을 신봉하지 않으며, (비록 일부는 기독교로 개종을 했지만) 그들의 애니미즘 믿음과 전통을 유지하고 있다.
네그리토는 아시아 본토에서 건너 와서 필리핀에 약 9만 전 초기부터 정착한 선 오스트로네시안 사람들이었다. 최초로 알려진 사람들은 칼라오 원인 유적지의 사람들이었다. 네그리토의 인구는 2004년을 기준으로 약 31,000명으로 추산하고 있다. 그들의 종족 집단은 아티족과 아에타족을 포함하고 있다. 그들의 생활 양식은 대부분 서구나 이슬람의 영향을 거의 받지 않은 채 남아 있다. 학자들은 선 히스패닉 문화를 이해하기 위해 그들을 연구하고 있다.
대부분의 필리핀 사람들은 오스트로네시아어족의 다수 집단이 말레이폴리네시아어파이다. 다른 민족 집단은 필리핀 인구에서 소수를 차지하고 있다. 이들은 일본인, 한족, 인도인, 미국인, 스페인인, 유럽인, 그리고 다른 나라에서 온 민족 집단이다. 필리피노 메스티소라고 알려진 혼혈도 존재한다.

## 민족 정체성, 언어와 유전학 연구

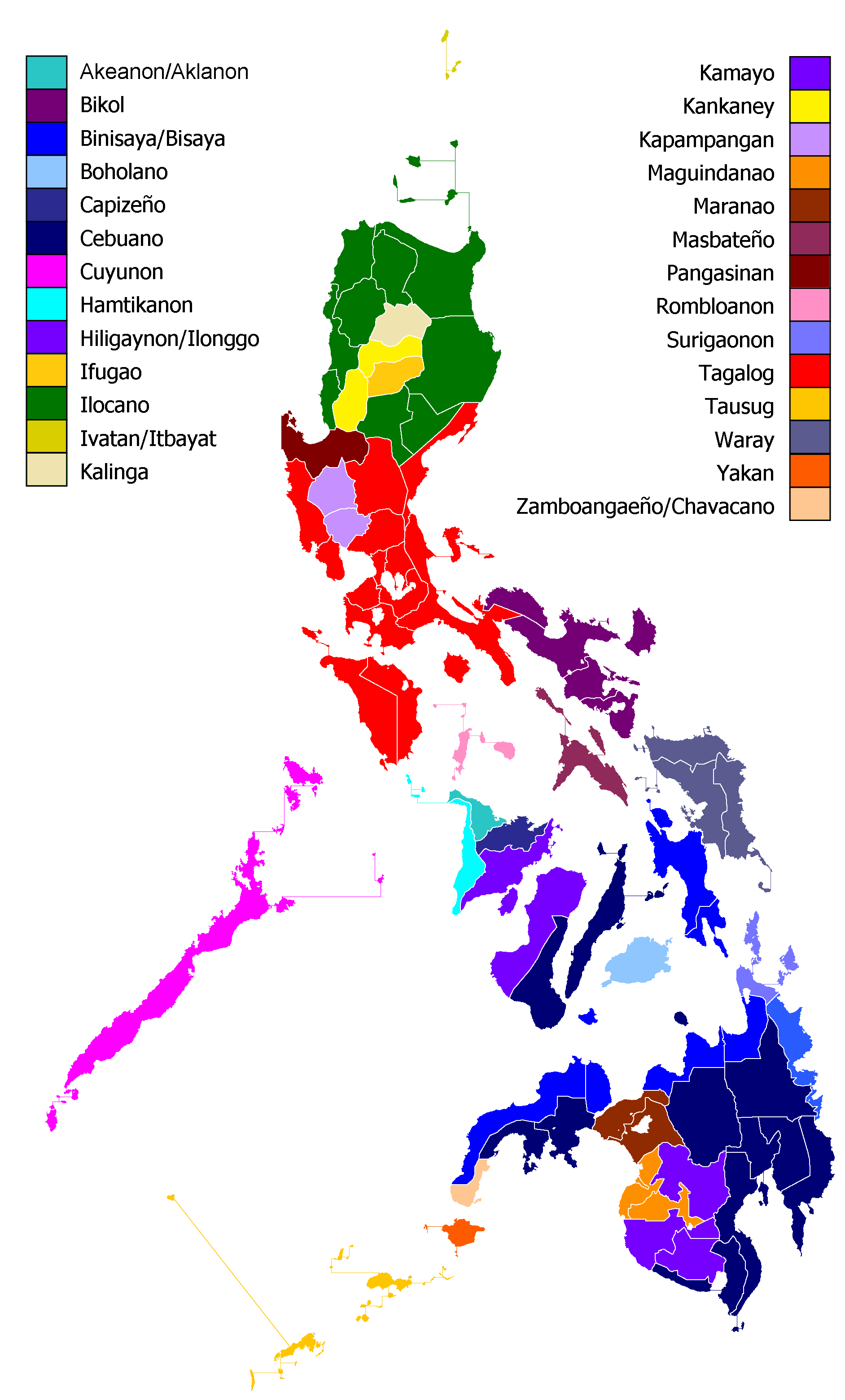
지방 색은 2000년 인구조사를 기준으로 그 지방 내 가장 많은 민족을 표시

2008년 유전학 연구는 대규모의 타이완 인들이 필리핀으로 유입되었다는 주장이 증거가 없음을 보여주고 있다. 리즈 대학교의 《분자생물학과 진화》(Molecular Biology and Evolution)에서 출간한 연구는 약5만 년전 현대인들이 도달한 이후로, 미토콘드리아 DNA의 염기서열이 동남아 섬들 내부에서 진화되어 왔음을 보여준다.
대규모의 인구가 대체되었거나, 유입되었거나, 오랜 시간 전에 존재했던 채집과 수렵이 농경과 어로를 하는 타이완에서 건너온 이주민들에 의해 대체되었다는 증거는 존재하지 않는다. 해수면의 상승으로 인구의 분산이 발생했고, 이것은 1만년 전에 멀리 북쪽과 필리핀을 갈라 놓는 계기가 되었다.
미토콘드리아 DNA 염기서열 조사는 신석기 문화의 오스트로네시안이 오랜 시간에 걸쳐 동남아 내부에서 진화했음을 보여준다. 인구 분호가 해수면 상승과 더불어 발생했고, 이것이 최후의 1만년 전에 필리핀으로부터 멀리 북쪽의 타이완까지 이주를 하게 했을 것이다. 공동저자인 옥스퍼드 대학교 인류학 대학의 오펜하이머 박사에 의하면, 인구 이동은 기후 변화 때문에 발생했을 확률이 높으며, 보르네오와 자와섬까지 뻗어 있었던 아시아의 지괴인 ‘순다랜드’(Sundaland)라고 불린 거대한 고대의 반도가 침수된 영향 때문이었을 것이다. 이것은 15,000년 전부터 7,000년까지 빙하시대의 말기에 일어난 현상이었다. 세 개의 거대한 파동으로 일어난 해수면의 상승은 순다 반도의 홍수와 침수를 유발하여 자바와 남중국해, 그리고 오늘 날 인도네시아와 필리핀을 구성하고 있는 수 천개의 섬들을 만들었다.
오스트레일리아 국립 대학교의 마크 도노휴와 모나쉬 대학의 팀 덴엄의 최근 연구에 의하면, 오스트로네시아 언어가 타이완에서 필리핀으로 그리고 동남아시아의 섬들로 순차적으로 북에서 남으로 확산되었다는 언어적 증거는 없다고 주장한다.
필리핀 통계국은 인종적 배경, 또는 개인의 조상에 대해 설명의 하지 않는다. 필리핀 내외의 모든 유형의 메스티소(아시아인, 미국인, 히스패닉, 기타)의 공식 인구는 밝히지 않고 있다. 비록 스탠포드 대학교의 진행한 연구에서 3.6%의 유럽인 유전자 이입이 필리핀에 발생했음을 발견한 것은 유럽인의 식민지 시절로 인한 증거이며, 필리핀 사람 28명의 유전자형에서 분석한 것이다. 그러한 소수의 샘플에 의한 결과가 9천 200만 인구의 특징에 신뢰성 있는 증거로 사용되지는 못한다.

### 인구 역사
1962년 팔라완에서 발견된 선사시대 타본 원인은 2007년까지 필리핀에서 인류학자들에 의해 발견된 가장 오래된 인류의 유물이었다. 고고학적 증거는 인도네시아와 중국에서 발견된 자바 원인과 북경 원인이라고 불리는 2개의 초기 인류 화석과 유사성을 가리키고 있다. 2007년, 더 이른 화석에서 나온 중족골이 카가얀주 페냐블란카 칼라오 동굴에서 발견되었다. 이 화석은 칼라오 원인으로 명명되었다.

## 원주민과 민족
| 민족         | 사진 | 설명 |
| ------------ | ---- | --- |
| 비콜라노     |      | 비콜라노족은 루손의 비콜 지방에서 유래했다. 350만명 정도의 화자가 있는 여러 가지의 비콜어가 있다. 가장 일반적인 비콜 어는 중부 비콜어로 나가, 레가스피, 다에트, 그리고 파르티도 방언으로 구성되어 있다.(비락도 가끔씩 분리된 언어로 간주된다.). 이들은 고추와 코코넛 밀크를 이용해서 만든 요리로 가장 잘 알려져 있다. |
| 가땅         |      | 가땅족은 약 25,000명 정도의 인구를 가지고 있다. 그들은 카가얀밸리의 상류에 사는 사람들이며, 특히 이사벨라주와 누에바비스카야주 지역에 스페인 제국 사람들이 도착하기 이전부터 살고 있었다. 그들의 가땅 어는 이바나그어와 요가드 어와 먼 연관이 있다. 또한 이푸가오주와 마운틴주의 지방에 있는 고원지대 가땅과 민족적으로 연관된 사람들이 가땅 어를 사용한다. |
| 이바나그     |      | 이바나그족은 주로 루손 북부 카가얀주와 이사벨라주에 거주하는 약 50만 명의 인구를 가진 저지대에서 우세한 기독교 민족 집단이다. 그들은 일로카노어와 팡가시난어와 멀리 연관된 이바나그어를 말한다. |
| 일로카노     |      | 일로카노족은 루손 북부 지역의 해안과 저지대에 살고 있는 주로 기독교를 믿는 집단이다. 일로카노족은 또한 삼발레스주와 같은 중앙루손 지방과 메트로 마닐라의 바탄주, 민다나오의 일부 자치 구에서도 발견된다. 그들은 일로카노 어를 말하며, 약 800명의 인구로 필리핀에서는 세 번째로 큰 민족 언어학적 집단이다. 그들의 주요한 민속 문학 ‘비아그 니 람 앙’(람앙의 생활)은 라마와나와 유사성을 지닌 서사시이다. |
| 이바탄       |      | 이바탄족은 필리핀섬 바타네스주에서 우세한 종족이다. 이들은 타이완 원주민과 밀접 문화적 연관을 가지고 있다. |
| 카팜팡간     |      | 카팜팡간족은 루손의 바탄 주부터 누에야에시자까ㅣ 뻗은 중부 평원에서부터 유래되었다. 기독교가 우세하며, 카팜팡간 어가 2백만 명 이상의 인구에 의해 말해지고 있다. 스페인 식민지 시대에는 팜팜가들은 용감한 군인 자원으로 알려졌었다. 식민지 시대의 군대에는 중국 해적 임봉으로부터 마닐라를 방어하기 위한 카팜팡간족 파견대가 있었다. 그들은 또한 네덜란드, 영국, 이슬람 습격자들의 전투에서도 도움을 주었다.:3 카팜팡간족은 타갈로그족들과 함께 필리핀 혁명에서 주요한 역할을 했다. |
| 모로         |      | 모로족은 다른 필리핀인들과 같이 민다나오 남부와 서부에 있는 다양한 민족 언어집단이다. 그러나 종교는 이슬람이며, 부족 집단이 아니라, 종교 집단으로, 가장 많은 종족은 타우수그족, 마긴다나오족, 마라나오족, 사마족, 야칸족, 그리고 반구인구이족이 있다. 이러한 민족 언어 집단은 문화, 종교에서 다르며, 정치적으로 독립되어 있다. 이슬람을 신봉하는 필리핀인들은 코타바토 시에 근거지를 두고 독립적인, 사법권, 교육제도가 있다. 그들은 필리핀 이구의 약 5~10% 비율을 차지하며, 국가 전체에서는 6번째로 큰 민족 집단이 된다. |
| 팡가시난     |      | 팡가시난족 또는 팡가시니스는 필리핀에서 아홉 번째로 큰 민족 언어집단이다. 이들도 기독교가 지배적이며, 루손 연안의 북서쪽, 주로 팡가시난주에서 기원하였다. |
| 삼발         |      | 삼발족은 삼발레스주와 올롱가포 시의 주민들이다. 삼발족들은 현재 이바 북부의 삼발레스 지방의 자치주에서 많은 인구 비율을 구성하고 있다. 그들의 언어는 삼발어이며, 카팜팡간 어와 관련되어 있다. |
| 수바논       |      | 수바논족 또는 수바누(또한 수바넨 또는 수바눈)는 ‘강에서’를 뜻하는 수바논 어이다. 이 단어는 ‘강’을 뜻하는 어근 ‘소바’(soba) 또는 ‘수바’(suba)와 ‘지역’ 또는 ‘기원지’를 가리키는 어미 ‘-눈’(-nun) 또는 ‘-논’(-non)으로부터 유래된 것이다. 수바논은 또한 영어식으로 수바넨(Subanen)으로도 알려져 있다. 수바논족은 민다나오섬에서 최대의 루마드(비무슬림, 비기독교 원주민 문화 사회) 집단으로 알려져 있다. 이 민족 집단은 민다나오 서부, 특히, 남삼보앙가주, 북삼보앙가주, 삼보앙가시부가이주, 바실란주, 서미사미스주, 동미사미스주와 같은 다른 지역으로 나뉜 삼보앙가 반도 지역의 원주민들이다. 수바논족 사람들은 수바논 어를 말한다. |
| 타갈로그     |      | 마닐라와 그 주변 지역에 정착한 타갈로그족은 필리핀에서 가장 많고, 널리 퍼진 집단이다. 타갈로그어는 1930년대 필리핀 공식어로 채택되었다. 오늘날, 필리핀 어는 사실상 타갈로그 어 판이며, 섬 전체에서 가르치고 있다. 2000년 인구조사에서, 필리핀 내에서는 2,150만의 화자가 있고, 전 세계적으로는 2380만명의 타갈로그 사용자가 있다. |
| 비사야족     |      | 비사야족은 자신들을 비사야라고 일컫고, 주로 비사야 지방과 민다나오의 많은 지역에 거주하고 있는 저지대 민족언어학적 집단이다. 하나의 우산으로, 그들은 33,00만 명의 수를 가지고 있는 최대의 민족 집단이다. 이 집단은 거의 동일한 역사와 문화, 전통과 대개 비사야해 주변의 해양 문명을 공유하고 있다. 비사야족은 보통 적어도 하나의 비사야어를 말한다. 가장 지배적인 것은 세부아노어, 일롱고, 그리고 와라이와라이이다. 다른 집단은 롬블로마논, 온한, 키나라이아, 아클라논 그리고 마스바테뇨 어와 같은 더 작은 언어를 말한다. 그렇기 때문에, 비사야섬 집단 내부의 그들은 언어는 그들의 방대한 어휘적, 문법적 유사성으로 인해 실제로는 하나의 비사야 어 방언 연속체로 말해지고 있다. 비록 언어학자들에 의해 그들의 토속 언어가 비사야 어로 분류되어 있지만, 어떤 민족 집단은 자신들을 비사야 민족 집단의 일부로서 밝히지 않는다. 한 예가 비사야 어를 말지만, 이슬람을 신봉하는 타우수그족이다. 이들 중 일부는 기독교 인에게 말을 할 때 단지 비사야족이라는 신분만 사용한다. |
| 삼보앙구에뇨 |      | 차바카노족은 스페인어 기반의 크레올을 말하는 오스트로네시안 후손의 민족언어학적 집단이다. 그들은 거의 100만에 육박하고 있다. 주요 차바노카노 집단은 삼보앙가 반도의 주로 삼보앙가 시 근처에 거주하고 있는 삼보앙구에뇨 사람들이다. 일부는 또한 바실란 주, 술루 주, 타와타위 지방에 거주하고 있다. 소수의 차보카노 집단이 카비테 시와 지방에 거주하고 있으며, 또 일부는 테르나테(테르나테뇨), 에르미타(에르미테뇨), 코타바토(코타바텡 차바카노) 그리고 다바오 (아스텔라노 아바카이)에도 거주하고 있다. |

## 부족 집단
필리핀에는 100개 이상의 고지대, 저지대, 해안지대 부족집단이 존재한다. 이들은 다음과 같다.
| 부족       | 그림 | 설명 | 참조 |
| ---------- | ---- | --- | --- |
| 바탁족     |      | 바탁족은 팔라완 북동쪽에 거주하고 있는 토착 필리핀 사람이다. | |
| 북칼로트   |      | 또한 일롱고토라고 부르며, 2,500명의 종족들이 시에라 마드레와 루손섬 동쪽 카라볼라 산맥, 특히 누에바비사카야와 누에바에시자에 살고 있다. | |
| 이고로트   |      | 이고로트족(본톡, 이발로이, 이푸가오, 이스넥, 칼링가, 칸카나에이, 칼랑구야)는 루손 고원에 살고 있다. 그들은 주로 코르딜레라 행정 지역에 위치해 있다. | |
| 일롱고트   |      | 일롱고트족은 사람 사냥을 하는 민족 집단으로 카라발로 산맥에서 발견된다. | |
| 카가야넨   |      | 카가야넨족은 팔라완 지방의 카가얀실로의 자치구에 있다. 약 3,6000명의 카가야넨족이 필리핀에 있다. | |
| 루마드     |      | 민다나오의 루마드는 마노보족, 타아다이족, 마만와족, 만아야족, 빌얀족, 그리고 칼라간족과 같은 여러 종족을 포함하고 있다. 그들은 주로 카라가와 다바오 지역의 민다나오 동쪽 부분에 거주하고 있다. | |
| 망얀       |      | 망얀족 사회는 민도로에서 발견된다. | 그들은 인구의 13%를 차지한다. |
| 몰복       |      | 몰복족(문학에서는 몰레부간 또는 몰레부가논으로 언급)은 발라박섬에 집중되어 있으며, 또한 팔라완섬의 북쪽 파나칸 해안 제도에서도 발견된다. 몰루복이라는 단어는 ‘더러운 또는 혼탁한 물’을 의미한다. 몰복족은 보르네오 북부 근처에서 이주해온 이주민으로 추측된다. 그들의 방언과 사회-문화적 관행으로 판단해보면, 사바주 그리고 동칼리만탄주 상류의 저지대 동부 해안에 살던 이슬람으로 개종된 토착민인 오랑 티둥 또는 티럼(스페인어로 카무코네)와 연관되어 있는 것처럼 보인다.                                                                                        | 그러나 어떤 사마어 어휘(자마 마푼 변의어의)와 타우수그 어들은 그들 민족의 오랜 기간 노출에 따라서 몰복 방언에서 발견된다. 이것은 그들의 사회문화적 삶의 양식을 오랑 티둥과 구분되게 했다. 몰복족의 생계는 호구지책으로 농사, 고기잡이 그리고 때때로 술루, 방사, 모로 그리고 인근의 사바 주 시장에 물물교환을 한다. 과거에는, 몰복과 팔라완 무슬림들이 술루 다투에 의해 통치를 받아서 술루 술탄령의 외부의 정치적 영토를 형성하고 있었다. 타숙족과 몰복족 간의 상호 결혼을 통한 교류는 몰복족의 이슬람화를 가속시켰다. 이런 결혼으로 인한 자손들은 콜리부간 또는 혼혈이라고 알려져 있다. |
| 네그리토   |      | 네그리토는 동남아시아 외진 곳에 거주하고 있는 오스트랄로이드 인종의 여러 민족 집단이다. 그들의 현재 인구는 안다만 제도의 12개의 안다만족, 말레이시아 6개의 세망족, 태국의 마니족, 그리고 아에타족, 아가타족, 아티족, 그리고 필리핀 전역의 30개의 부족의 인구를 전부 포함한다. 혈통적으로, 네그리토는 아프리카인들로부터 가장 먼 인류의 인구여서, 연구가 잘 이뤄지지 않는다. (검은 피부의 암호가 들어있는 MC1R은 제외하고) | 네그리토, 아에타족, 바탁족, 그리고 마만와족이 제도 전체의 외딴 지역에 살고 있다. |
| 팔라완족   |      | 팔라완의 부족들은 주로 팔라완섬과 그 외부 도서에 위치한 부족들의 다양한 집단이다. 이러한 부족 집단은 글자그대로 루손, 비사야, 민다나오까지 가로지르며 본토 섬에 긴 띠를 이루며 넓게 퍼져 있다. 팔라완은 기원이 수만 년 전으로 거슬러 올라가는 많은 토착 부족민들의 고향이다. 선사시대 유물은 외세 점령자들과 식민지주의자들이 필리핀 군도에 도착하기 전에 팔라완에 얼마나 풍부한 문화적 일상이 있었는 지를 나타내고 있다. 오늘 날, 팔라완은 문화적 집단의 풍부함을 보존하는데 최선을 다하고 있다. 지방 정부도 팔라완의 토착민 집단을 지원하는데 공을 들이고 있다. | |
| 팔라완     |      | 팔라완은 팔라완 남부 지역 특히 케손 지역에서 볼 수 있는 부족이다. | |
| 타그반와족 |      | 타그반와족은 팔라완 중부 지방의 동서부의 해안지역에서 발견된다. 그들의 이름은 ‘세상 사람들’을 의미한다. 그들은 알보르란 자치구, 케손 그리고 푸에르토프린세사 시에 집중되어 있다. 타그반와(즉, 중부 타그반와 그리고 칼라미안 타그반와)라고 불리는 2개의 다른 민족은 서로 다른 어족에서 왔기 때문에 여기서 논의하는 타그반와를 혼동해서는 안된다. 이들은 코론섬, 북부 팔라완, 부수앙가섬 그리고 보라스 해안에서 찾아볼 수 있다. 중부 타그반와 언어는 젊은 세대가 쿠요논 어와 타갈로그 어를 교육받기 때문에 점점 소멸되고 있다.                                      | 타그반와족은 타그반와 어를 말하며, 여러 갈래의 방언이 있다. 그들은 타갈로그어를 알아들을 수 있으며, 바탁어, 쿠요넨어, 그리고 칼라미안어 등 이웃 집단의 근접도에 따라 달라진다. 그들은 보통 저지대의 부족이 아닌 것처럼 의상을 입는다. 그러나, 노인들은 경작 또는 고기잡이를 할 때 지스트링을 선호한다. 가옥은 숲에서 구할 수 있는 재료로 짓는다. 대나무, 나무가 가옥의 틀을 짜는데 사용되며, 아나하우 잎은 벽과 지붕으로 사용되며, 대나무를 조각으로 마루를 짓는다. 그들의 기본적 사회 단위는 보통 부부와 한 자녀로 구성된 핵가족이다. |
| 타우트바토 |      | 타아와트 바노스라는 이름은 바위의 사람들을 의미한다. 실제로는 분리된 언어 또는 민족이 아니지만, 임의의 기간동안 사화산 분화구 속에 거주하기도 하며, 동굴 안에 마루를 올려서 지은 집에 거주는 팔라완의 전통적인 작은 사회 사람들이다. 다른 이들은 비탈에 집을 짓기도 한다. 이 사람들은 동쪽으로는 만탈링가잔 산에 의해 경계를 이루고, 서쪽으로는 해안과 경계를 이루는 계곡인 싱나판 분지에서 찾아볼 수 있다. 그들 북쪽에는 케손, 팔라완이 있고, 남쪽으로는 여전히 팔라완의 미탐사 지역이 있다.                                                                     | 1987년을 기준으로, 이들의 인구는 약 198명이다. 흔히 보이는 철자 ‘타우트 바토’ 또는 ‘타우트 바투’가 타갈로그 어 단어 인간(tao)의 오기라는 것을 유의해서 보자. 팔라완 어로 타아우라고 한다. 이 종족의 성인 남자들은 그들의 하의를 치마처럼 만들어진 껍질이나 의류로 덮을 때 지스트링을 입는다. 지금은 시장에서 산 블라우스를 입는 사람도 있지만, 상의는 그냥 노출한다. 이 부족민들은 카사바 농사를 탄수화물의 주요 자원으로 길러왔다. 그들은 또한 고구마, 사탕수수, 마룽가이, 마늘, 후추, 실콩, 스쿼시, 토마토, 그리고 파인애플을 재배하고 있다. 다른 이들은 고기잡이, 사냥, 그리고 공업용품을 제작하기도 한다. 그들의 사회 조직은 가족(친족, 이웃), 무리, 그리고 거주지(지리적 위치)에 기반하고 있다. |
| 술루돈     |      | 술루돈족은 중부 파나이섬에 살고 있는 토착민 집단이다. 그들은 2011년 기준으로 약 94,000명의 인구를 가지는 판나이에서 최대의 토착민 집단이다. 그들은 대개 화전을 일구는 농부들로, 주요 작물로 비사야 쌀을 재배한다. 투만독족은 또한 사냥, 고기잡이, 과일과 뿌리 작물로 말린 과일을 만든다. | |

## 비토착민 집단
- 필리핀 통계국은 인종적 배경 또는 개인의 조상을 설명하지 않는다. 필리핀 내 거주하는 모든 유형의 필리핀인 혼혈의 공식적인 수 여전히 알려져 있지 않다.

| 국적       | 설명 | 참조                                        |
| ---------- | --- | ------------------------------------------- |
| 중국계     | 중국인 조상을 가진 필리피노들은 필리핀 인구에서 소수를 차지한다. 중국인들이 필리핀으로 이주하는 대부분은 심지어 스페인 식민지 시기 이전부터 다른 나라와의 교역을 통해 필리핀이 개방되었을 때 시작되었다.혈통적으로 중국계 필리피노는 전체 인구의 1.3%인 110만 명의 인구를 기록하고 있다. | 이 부분의 본문은 중국계 필리피노 입니다.    |
| 미국계     | 미국인을 조상으로 둔 필리피노는 필리핀 인구에서 소수를 차지한다. 이들 중 일부는 미국 식민지 시기동안 필리핀에서 정착하던 미국인의 후손이고, 일부는 일시적으로 필리핀에 정착하며 여행을 하고 있는 이들이다. 2011년 기준 미국 국무부는 미국 내 필리핀계 조상을 둔 400만 명의 미국인이 있을 것라 추정하며, 30만 이상의 미국 시민이 필리핀에 거주하고 있다. | 이 부분의 본문은 미국계 필리피노 입니다.    |
| 아랍계     | 아랍인들도 소수의 인구를 차지한다. 그들의 공식적인 인구는 알려져 있지 않다. | 이 부분의 본문은 아랍계 필리피노 입니다.    |
| 인도계     | 인도인도 소수의 인구를 차지하며, 식민지 이전의 시기부터 존재해 왔다. 이들은 필리핀에서 독특한 문화적 융합에 기여를 했다. 2008년, 어떤 자료에서 필리핀 내의 인도인 사회의 크기는 15만명이 될 것이라고 추산한다. 필리핀에 있는 대부분의 인디언들은 신디족이거나 또는 푼자비족 민족이며, 많은 이들이 사업과 무역에 있었다. 마라티 민족에 속하는 더 작은 인디언 인구가 이 나라에서 로마 카톨릭 사제의 일부가 되었다.                                                                                          | 이 부분의 본문은 인도계 필리피노 입니다.    |
| 일본계     | 일본인의 후손은 필리핀 인구에서 소수를 차지한다. 그러나 어떤 이들은 필리핀에 거주하는 일본계 필리피노까지 포함하여, 일본인의 숫자가 약 12만명이 될 것이라고 추정하고 있다. 일본인들은 수 세기에 걸쳐 필리핀에 정착을 해왔으며, 문화적, 혈통적으로 많이 혼합되었다. 오키나와 등지의 류쿠 왕국은 또한 필리핀(특히 루손 북부)과 활발한 무역과 섞임이 있었다. | 이 부분의 본문은 일본계 필리피노 입니다.    |
| 히스패닉계 | 히스패닉의 선조를 가진 필리피노는 필리핀 인구에서 소수를 차지한다. 그들의 공식적인 인구는 알려져 있지 않다. 이들 중 대부분은 스페인 제국의 점령기동안 여러 제도에 흩어져 정착해 있었던 스페인 제국의 후손들이었다. 대부분은 순수 스페인 제국의 혈통이거나 또는 미국계 스페인인의 조상(메스티소라는 용어는 라틴 아메리카에서 생성된 말)이다. 히스패닉계의 첫 번째 집단은 1565년 미겔 로페즈 데 레가스피와 함께 누에바 스페인(지금의 할리스코 주), 멕시코에서 필리핀을 정복하기 위해 항해해온 사람들이었다. | 스페인계 필리피노 문서를 참고하십시오.      |
| 유대계     | 유대인들도 소수의 인구를 차지한다. 그들의 공식적인 인구는 알려져 있지 않다. | 이 부분의 본문은 필리핀 내의 유대인 입니다. |
| 한국계     | 2013년을 기준으로, 약 88,102명의 한국인들이 필리핀 제도에 살고 있다. 그들 대부분은 여행자, 임시 체류 학생이거나 은퇴, 연금 이민 등으로 필리핀에 살기 위해 온 한국인들이다. 대부분이 여행자들이거나 필리핀에서 공부하는 학생이다. | 이 부분의 본문은 재필리핀 한국인 입니다.    |
| 기타       | 다른 민족 또는 국적을 가진 사람들은 다양한 유럽인, 브라질인, 캐나다인, 오스트레일리아인, 뉴잴린드인, 태평양 섬사람, 동유럽 사람, 인도네시아인, 말레지아인, 태국인, 베트남인, 그리고 다른 민족 집단을 포함한다. |                                             |

## 같이 보기
- 필리핀의 인구